# Leichtathletik-Europameisterschaften 2018/Speerwurf der Männer

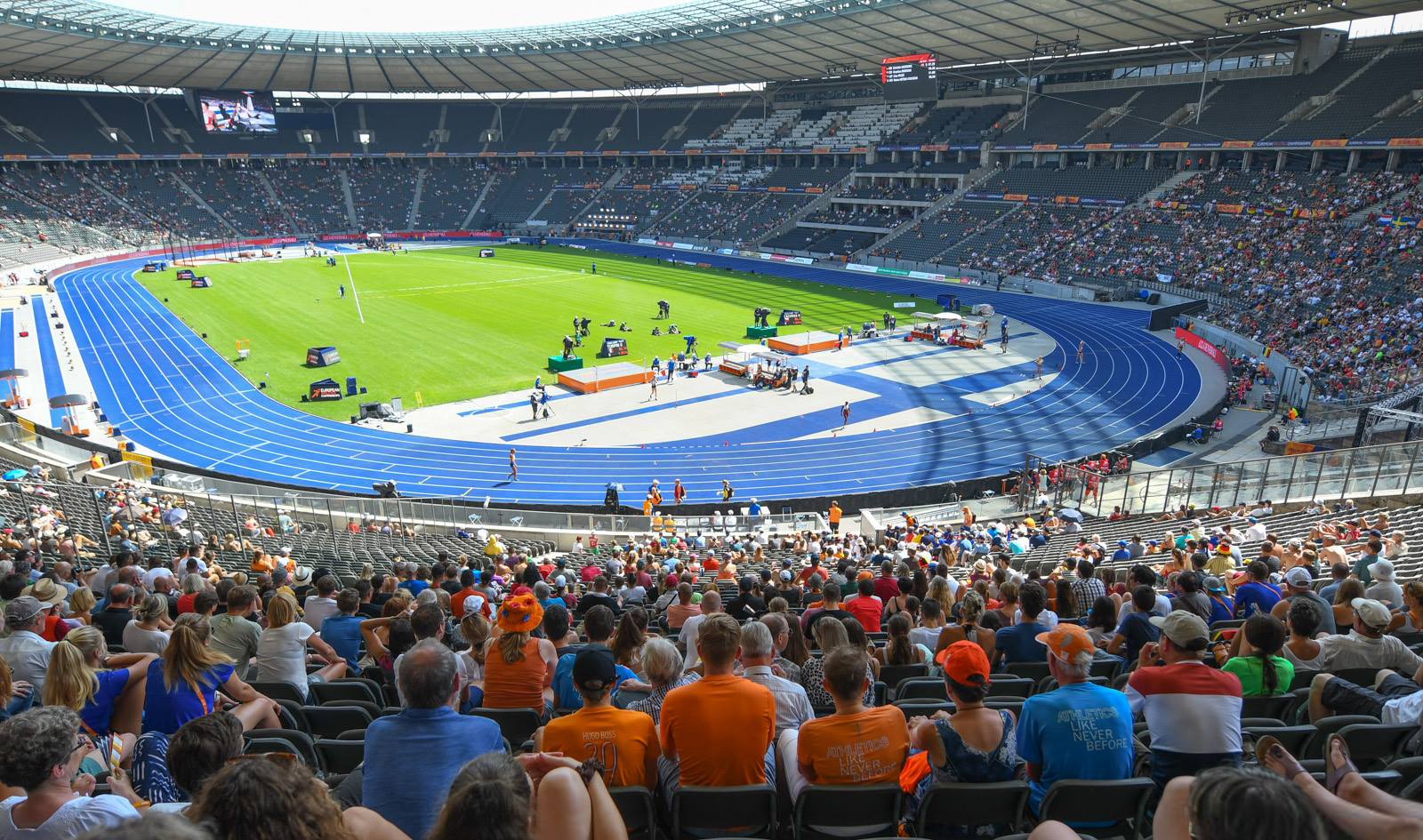
Das Berliner Olympiastadion am 9. August 2018

Der Speerwurf der Männer bei den Leichtathletik-Europameisterschaften 2018 fand am 8. und am 9. August im Olympiastadion in der deutschen Hauptstadt Berlin statt.
In diesem Wettbewerb gab es einen deutschen Doppelsieg. Europameister wurde Thomas Röhler. Die Silbermedaille gewann Andreas Hofmann. Bronze ging an den Esten Magnus Kirt.

## Rekorde
| Weltrekord           | 98,48 m | Jan Železný   | Jena, Deutschland   | 25. Mai 1996    |
| Europarekord         | 98,48 m | Jan Železný   | Jena, Deutschland   | 25. Mai 1996    |
| Meisterschaftsrekord | 89,72 m | Steve Backley | EM Budapest, Ungarn | 23. August 1998 |

Der bestehende EM-Rekord wurde bei diesen Europameisterschaften nicht erreicht. Die größte Weite erzielte der deutsche Europameister Thomas Röhler im Finale mit 89,47 m, womit er 25 Zentimeter unter dem Rekord blieb. Zum Welt und Europarekord fehlten ihm 9,01 m.

## Legende
Kurze Übersicht zur Bedeutung der Symbolik – so üblicherweise auch in sonstigen Veröffentlichungen verwendet:
| PB | Persönliche Bestleistung       |
| SB | Persönliche Jahresbestleistung |
| –  | verzichtet                     |
| x  | ungültig                       |

## Qualifikation
28 Teilnehmer traten in zwei Gruppen zur Qualifikationsrunde an. Sechs von ihnen (hellblau unterlegt) übertrafen die Qualifikationsweite für den direkten Finaleinzug von 82,00 m. Damit war die Mindestzahl von zwölf Finalteilnehmern nicht erreicht. Das Finalfeld wurde mit den sechs nächstplatzierten Sportlern (hellgrün unterlegt) auf zwölf Werfer aufgefüllt. So reichten für die Finalteilnahme schließlich 79,74 m.

### Gruppe A

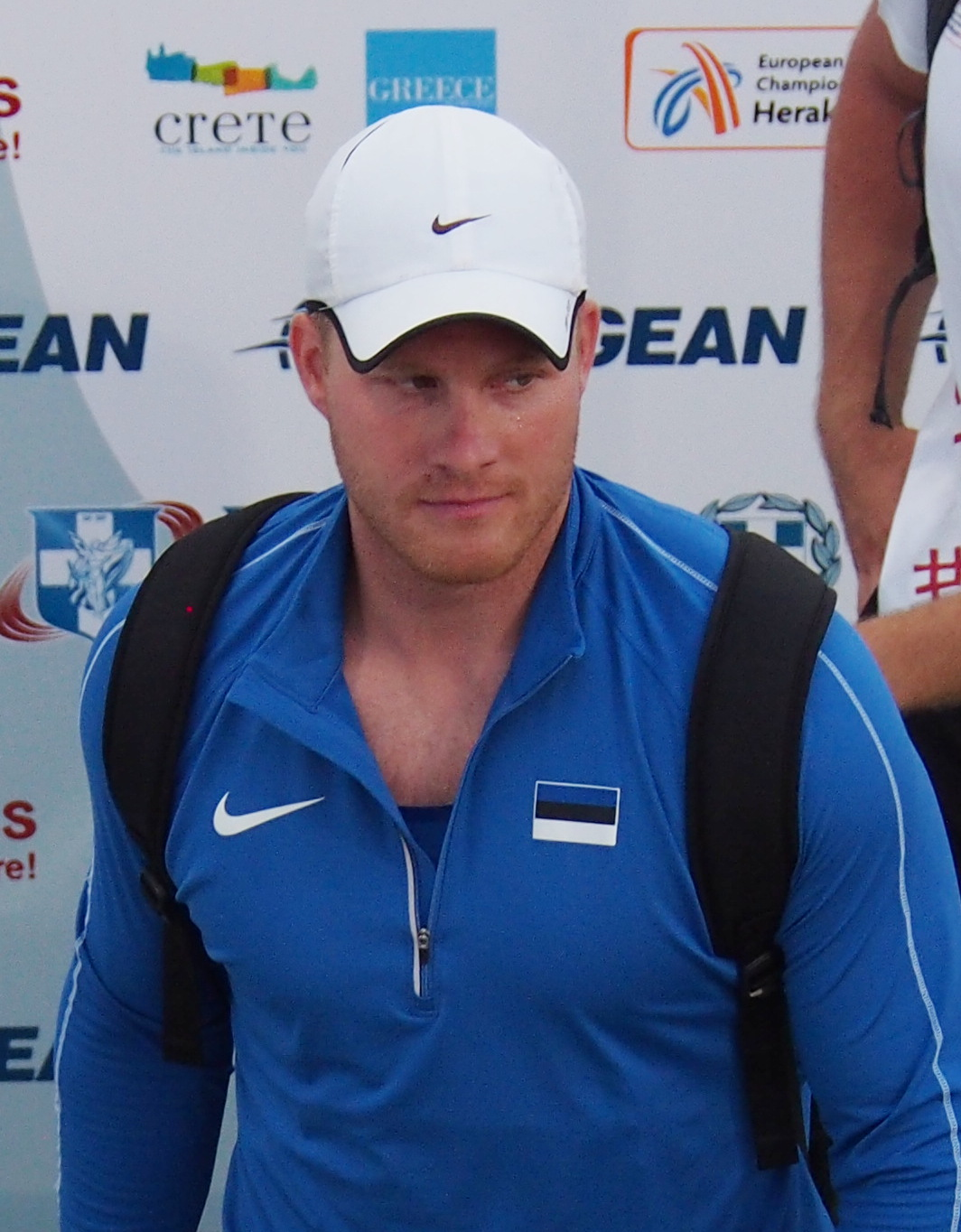
Tanel Laanmäe schied mit 78,13 m in der Qualifikation aus

8. August 2018, 13:00 Uhr MESZ
| Platz | Athlet              | Land                    | Versuchsserie (m) | Versuchsserie (m) | Versuchsserie (m) | Weite (m) |
| Platz | Athlet              | Land                    | 1. Versuch        | 2. Versuch        | 3. Versuch        | Weite (m) |
| ----- | ------------------- | ----------------------- | ----------------- | ----------------- | ----------------- | --------- |
| 1     | Marcin Krukowski    | Polen                   | 84,35             | –                 | –                 | 84,35 SB  |
| 2     | Andreas Hofmann     | Deutschland             | 82,36             | –                 | –                 | 82,36     |
| 3     | Rolands Štrobinders | Lettland                | 76,00             | 81,93             | 78,07             | 81,93     |
| 4     | Edis Matusevičius   | Litauen                 | 79,45             | 79,49             | 81,08             | 81,08     |
| 5     | Antti Ruuskanen     | Finnland                | x                 | 77,40             | 79,93             | 79,93     |
| 6     | Petr Frydrych       | Tschechien              | 77,02             | 74,55             | 79,74             | 79,74     |
| 7     | Gatis Čakšs         | Lettland                | 78,13             | x                 | 75,94             | 78,13     |
| 8     | Tanel Laanmäe       | Estland                 | 77,21             | x                 | x                 | 77,21     |
| 9     | Alexandru Novac     | Rumänien                | 72,81             | x                 | 76,44             | 76,44     |
| 10    | Vedran Samac        | Serbien                 | x                 | 75,89             | 75,67             | 75,89     |
| 11    | Jurij Kuschniruk    | Ukraine                 | 72,17             | 71,36             | 73,79             | 73,79     |
| 12    | Nicolás Quijera     | Spanien                 | 73,27             | x                 | 71,04             | 73,27     |
| 13    | Roberto Bertolini   | Italien                 | 71,94             | 71,64             | x                 | 71,94     |
| 14    | Dejan Mileusnić     | Bosnien und Herzegowina | 67,16             | x                 | x                 | 67,16     |

### Gruppe B

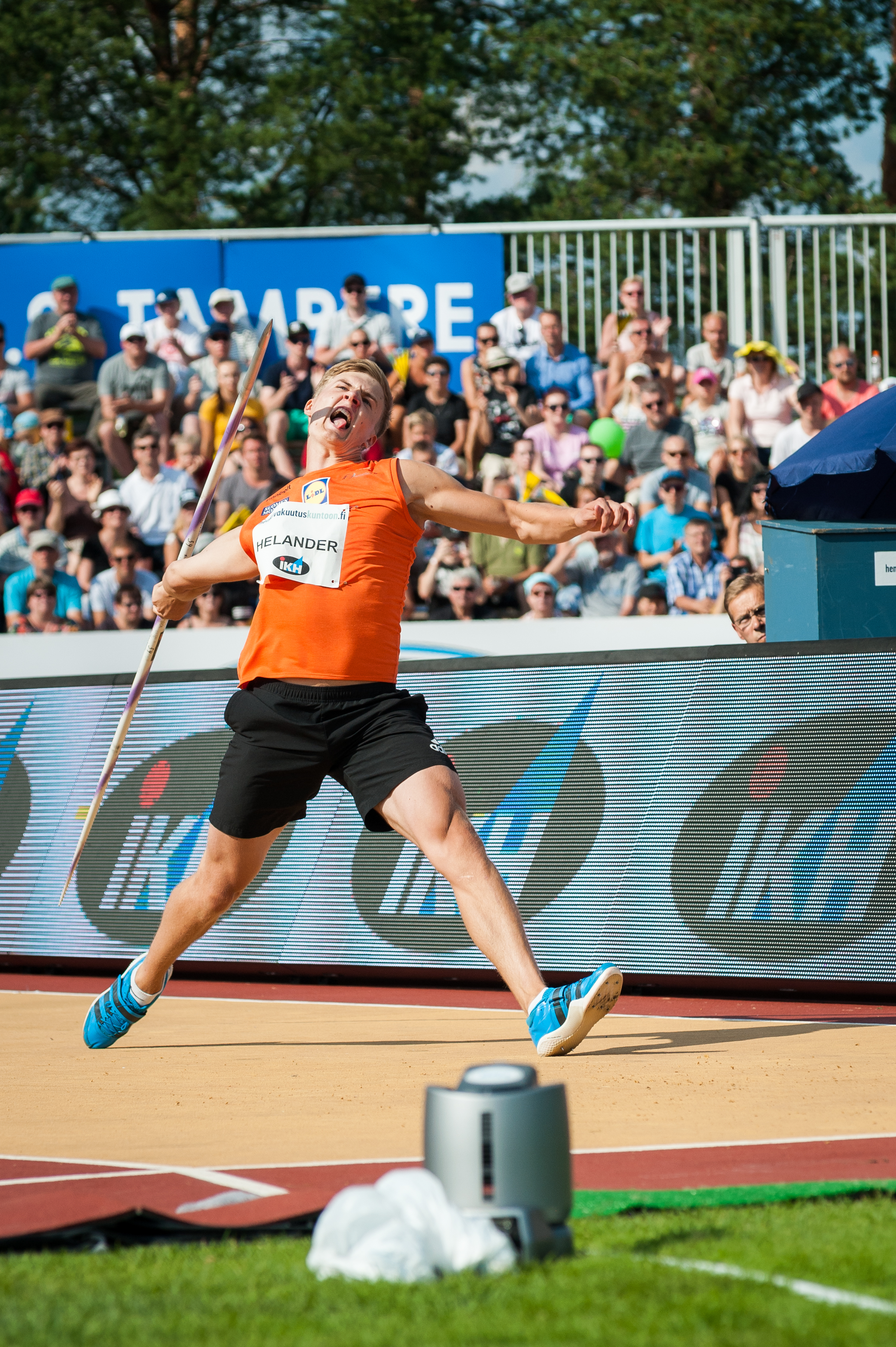
76,64 m reichten Oliver Helander nicht für die Finalteilnahme
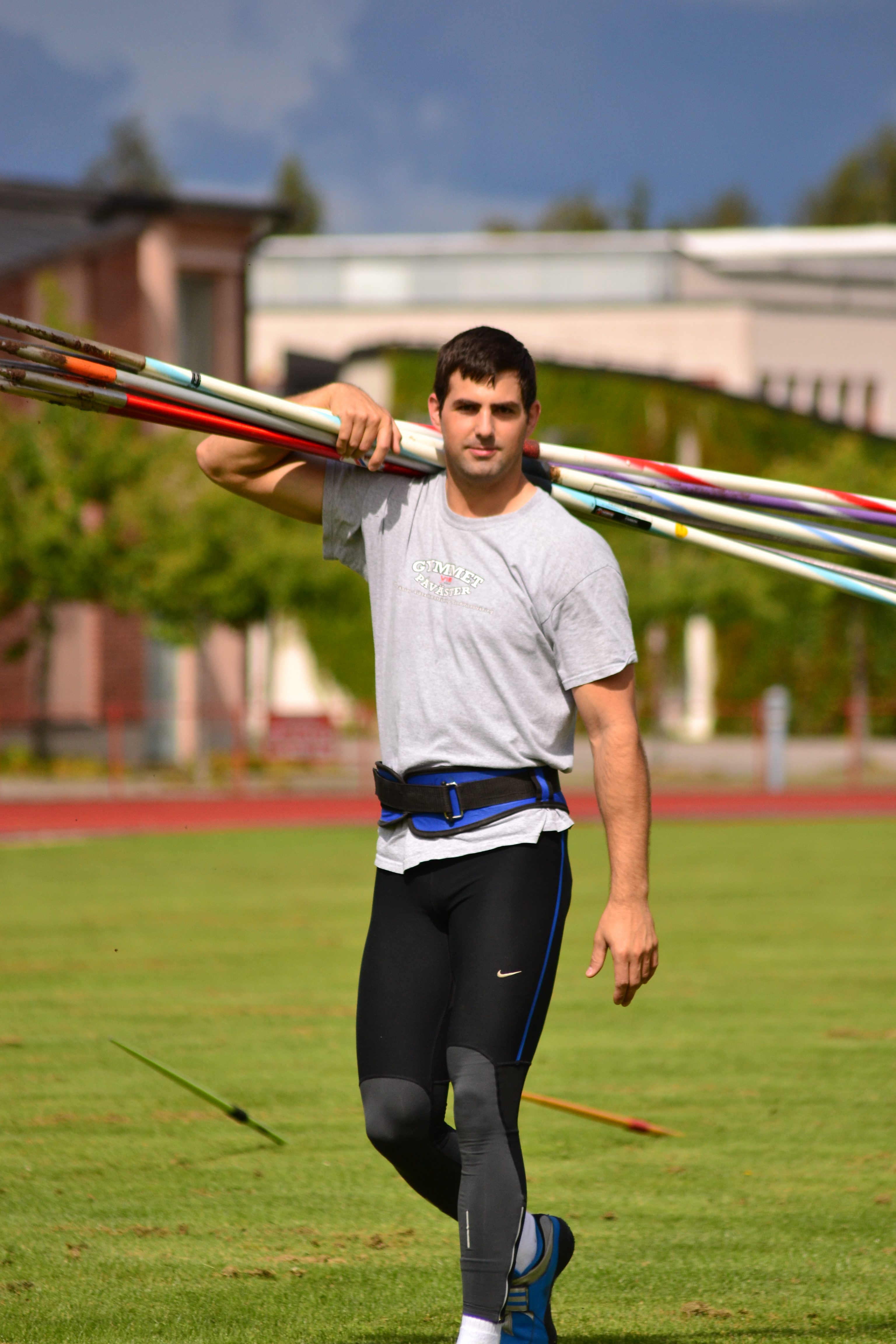
72,09 m waren für Jiannis Smalios deutlich zu wenig, um im Finale dabei zu sein

8. August 2018, 14:25 Uhr MESZ
| Platz | Athlet                   | Land        | Versuchsserie (m) | Versuchsserie (m) | Versuchsserie (m) | Weite (m) |
| Platz | Athlet                   | Land        | 1. Versuch        | 2. Versuch        | 3. Versuch        | Weite (m) |
| ----- | ------------------------ | ----------- | ----------------- | ----------------- | ----------------- | --------- |
| 1     | Johannes Vetter          | Deutschland | 87,39             | –                 | –                 | 87,39     |
| 2     | Thomas Röhler            | Deutschland | x                 | 78,95             | 85,47             | 85,47     |
| 3     | Cyprian Mrzygłód         | Polen       | 80,52             | 83,85             | –                 | 83,85 PB  |
| 4     | Magnus Kirt              | Estland     | 83,15             | –                 | –                 | 83,15     |
| 5     | Andrian Mardare          | Moldau      | 78,63             | 80,46             | 80,31             | 80,46     |
| 6     | Jakub Vadlejch           | Tschechien  | x                 | 80,28             | x                 | 80,28     |
| 7     | Patriks Gailums          | Lettland    | 78,10             | x                 | 75,79             | 78,10 SB  |
| 8     | Oliver Helander          | Finnland    | x                 | x                 | 76,64             | 76,64     |
| 9     | Jaroslav Jílek           | Tschechien  | 75,83             | 75,80             | 73,06             | 75,83     |
| 10    | Sindri Hrafn Guðmundsson | Island      | 72,40             | 74,91             | 74,13             | 74,91     |
| 11    | Bartosz Osewski          | Polen       | 73,56             | 73,37             | 74,80             | 74,80     |
| 12    | Pawel Mjaleschka         | Belarus     | 73,55             | x                 | x                 | 73,55     |
| 13    | Jiannis Smalios          | Schweden    | x                 | 68,61             | 72,09             | 72,09     |
| 14    | Norbert Rivasz-Tóth      | Ungarn      | x                 | x                 | 69,94             | 69,94     |

## Finale
9. August 2018, 20:22 Uhr MESZ
| Platz | Athlet              | Land        | Versuchsserie (m) | Versuchsserie (m) | Versuchsserie (m) | Versuchsserie (m)                      | Versuchsserie (m)                      | Versuchsserie (m)                      | Weite (m) |
| Platz | Athlet              | Land        | 1. Versuch        | 2. Versuch        | 3. Versuch        | 4. Versuch                             | 5. Versuch                             | 6. Versuch                             | Weite (m) |
| ----- | ------------------- | ----------- | ----------------- | ----------------- | ----------------- | -------------------------------------- | -------------------------------------- | -------------------------------------- | --------- |
|       | Thomas Röhler       | Deutschland | x                 | 88,02             | 89,47             | 87,58                                  | –                                      | 87,90                                  | 89,47     |
|       | Andreas Hofmann     | Deutschland | 85,61             | 87,60             | x                 | x                                      | x                                      | 85,48                                  | 87,60     |
|       | Magnus Kirt         | Estland     | 85,96             | x                 | 82,84             | 81,67                                  | 82,46                                  | 84,81                                  | 85,96     |
| 4     | Marcin Krukowski    | Polen       | 77,83             | 76,04             | 84,55             | 83,28                                  | 82,84                                  | x                                      | 84,55 SB  |
| 5     | Johannes Vetter     | Deutschland | x                 | 82,59             | 81,51             | x                                      | 83,27                                  | 80,01                                  | 83,27     |
| 6     | Antti Ruuskanen     | Finnland    | 80,13             | x                 | 80,38             | x                                      | 81,70                                  | x                                      | 81,70     |
| 7     | Andrian Mardare     | Moldau      | 81,54             | x                 | 80,41             | x                                      | 80,33                                  | x                                      | 81,54     |
| 8     | Jakub Vadlejch      | Tschechien  | 80,64             | x                 | x                 | x                                      | x                                      | x                                      | 80,64     |
| 9     | Cyprian Mrzygłód    | Polen       | 76,97             | 78,21             | 80,20             | nicht im Finale der besten acht Werfer | nicht im Finale der besten acht Werfer | nicht im Finale der besten acht Werfer | 80,20     |
| 10    | Edis Matusevičius   | Litauen     | 77,64             | 76,66             | x                 | nicht im Finale der besten acht Werfer | nicht im Finale der besten acht Werfer | nicht im Finale der besten acht Werfer | 77,64     |
| 11    | Rolands Štrobinders | Lettland    | 75,76             | 76,59             | x                 | nicht im Finale der besten acht Werfer | nicht im Finale der besten acht Werfer | nicht im Finale der besten acht Werfer | 76,59     |
| 12    | Petr Frydrych       | Tschechien  | 72,79             | x                 | x                 | nicht im Finale der besten acht Werfer | nicht im Finale der besten acht Werfer | nicht im Finale der besten acht Werfer | 72,79     |

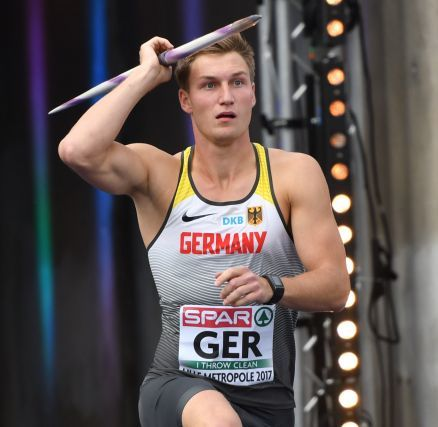
Thomas Röhler – nach dem
Olympiasieg nun der EM-Titel

Zu den Favoriten gehörten unter anderem die drei deutschen Teilnehmer. Johannes Vetter trat als amtierender Weltmeister an und hatte in der Qualifikation mit der größten Weite überzeugt. Thomas Röhler war der Olympiasieger von 2016 und Andreas Hofmann hatte in dieser Saison bereits ausgezeichnete Ergebnisse erzielt. Darüber hinaus waren der tschechische Vizeweltmeister von 2017 und Weltmeister von 2013 Jakub Vadlejch, sein Landsmann Petr Frydrych als WM-Dritter von 2017, der finnische Europameister von 2014 Antti Ruuskanen sowie der Pole Marcin Krukowski mit der drittbesten Qualifikationsweite stark einzuschätzen.
Nach dem ersten Durchgang führte etwas überraschend der Este Magnus Kirt, der 85,96 m erzielt hatte, vor Hofmann mit 85,61 m. In Runde zwei übernahm Röhler mit einem Wurf auf 88,02 m die Führung. Hofmann steigerte sich auf 87,60 m und blieb damit Zweiter. Röhler verbesserte sich im nächsten Durchgang auf 89,47 m. Krukowski warf 84,55 m und war damit Vierter hinter Kirt. Vetter, der Probleme hatte, seine Leistungsmöglichkeiten abzurufen, lag mit 82,59 m auf Platz fünf.
In den drei Finaldurchgängen der besten acht Werfer gab es nur noch kleinere Veränderungen. Ruuskanen verbesserte sich mit 81,70 m auf Rang sechs. Vetter steigerte seine beste Weite auf 83,27 m, was an seiner Position jedoch nichts änderte. So wurde Thomas Röhler nach seinem Olympiasieg 2016 nun auch Europameister. Andreas Hofmann gewann die Silbermedaille vor Magnus Kirt und Marcin Krukowski. Weltmeister Johannes Vetter belegte Rang fünf vor dem Europameister von 2014 Antti Ruuskanen.

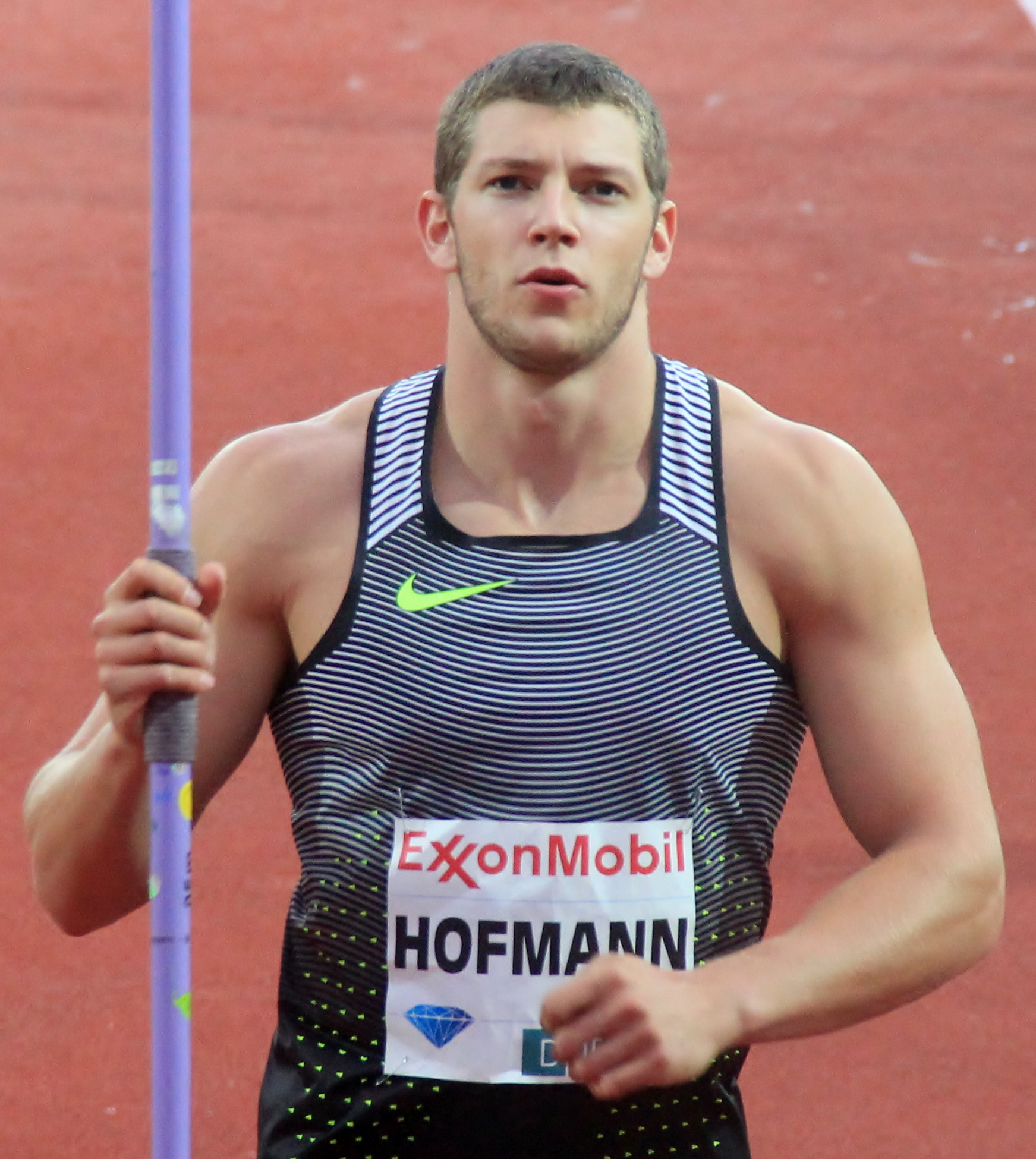
Vizeeuropameister Andreas Hofmann
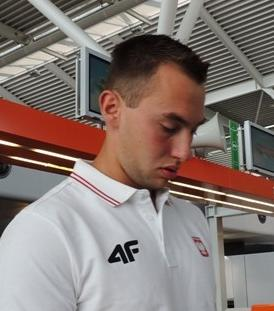
Marcin Krukowski kam auf den vierten Platz
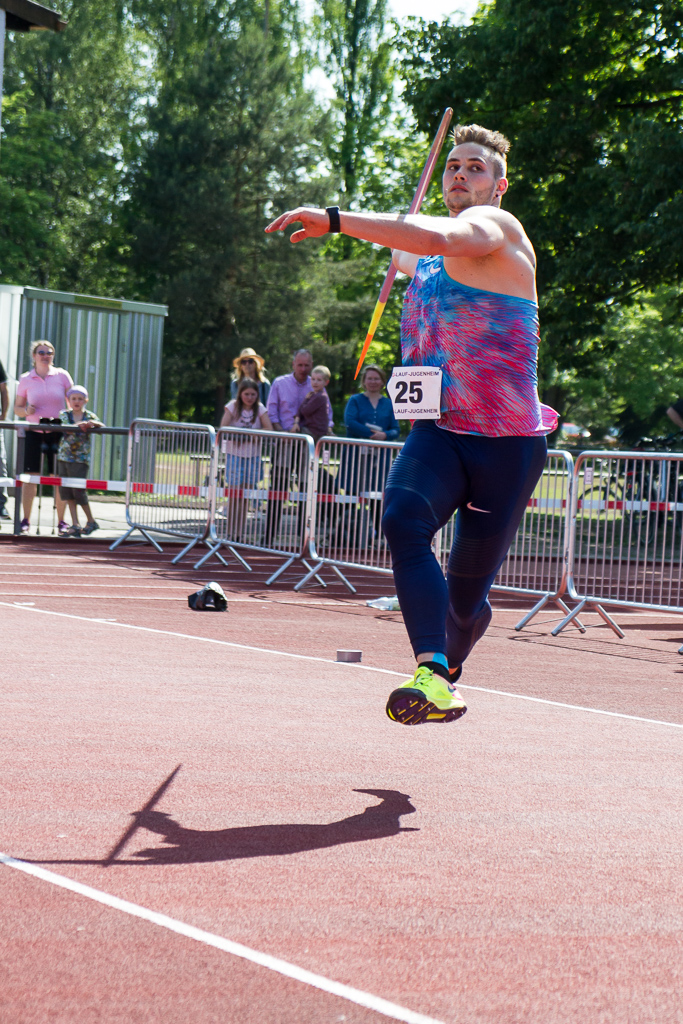
Rang fünf für Weltmeister Johannes Vetter

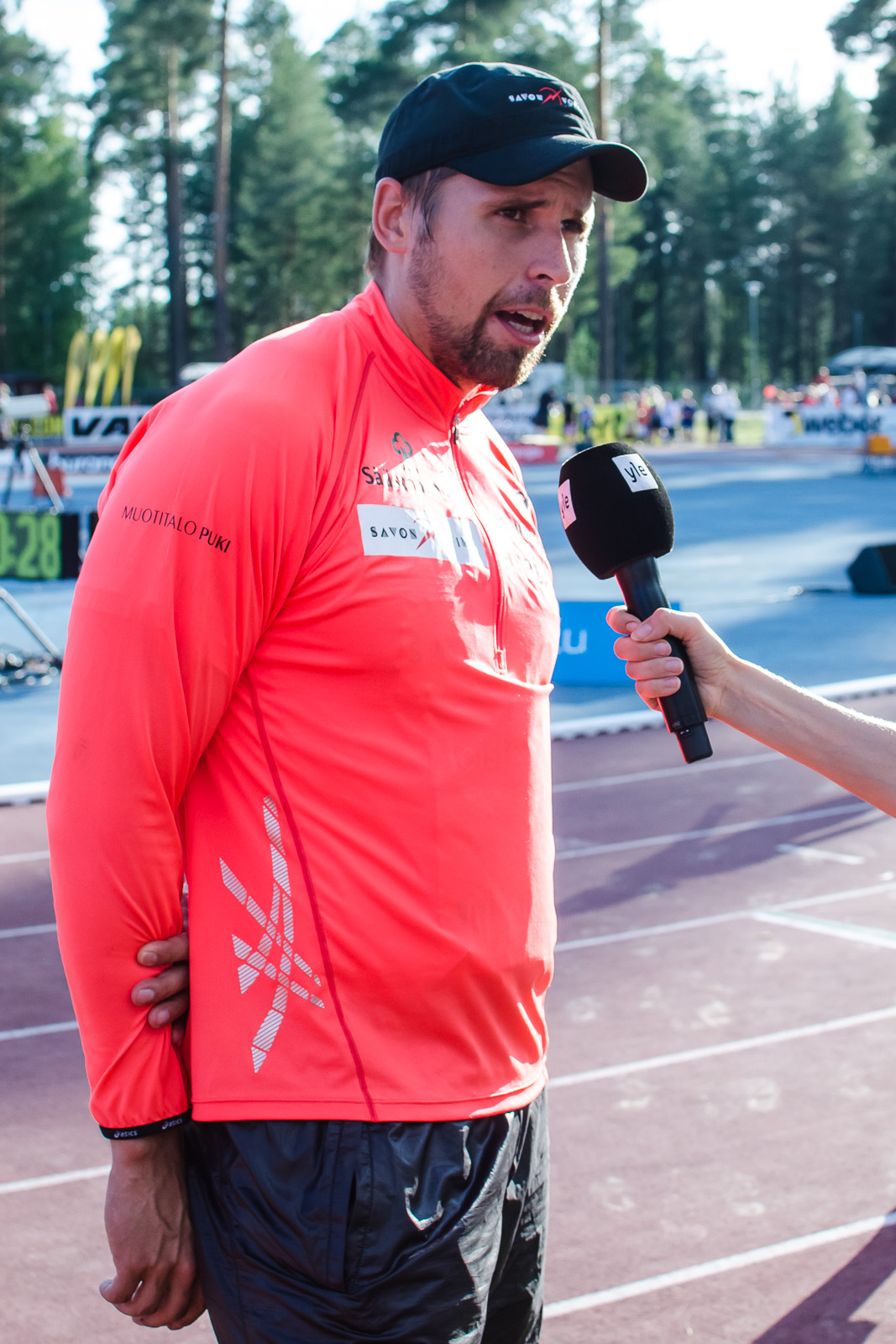
Antti Ruuskanen belegte Rang sechs
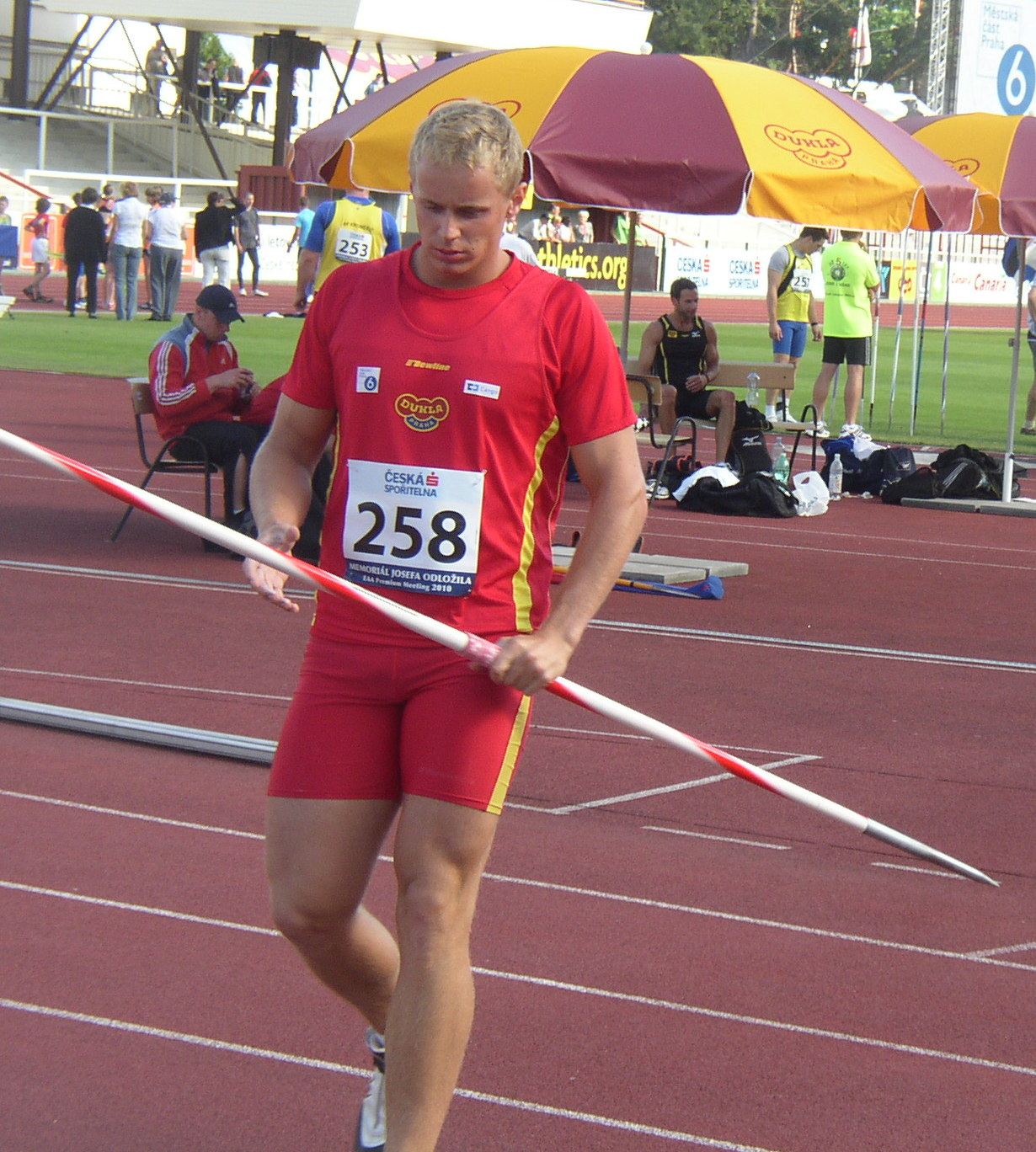
Vizeweltmeister Jakub Vadlejch erreichte den achten Platz
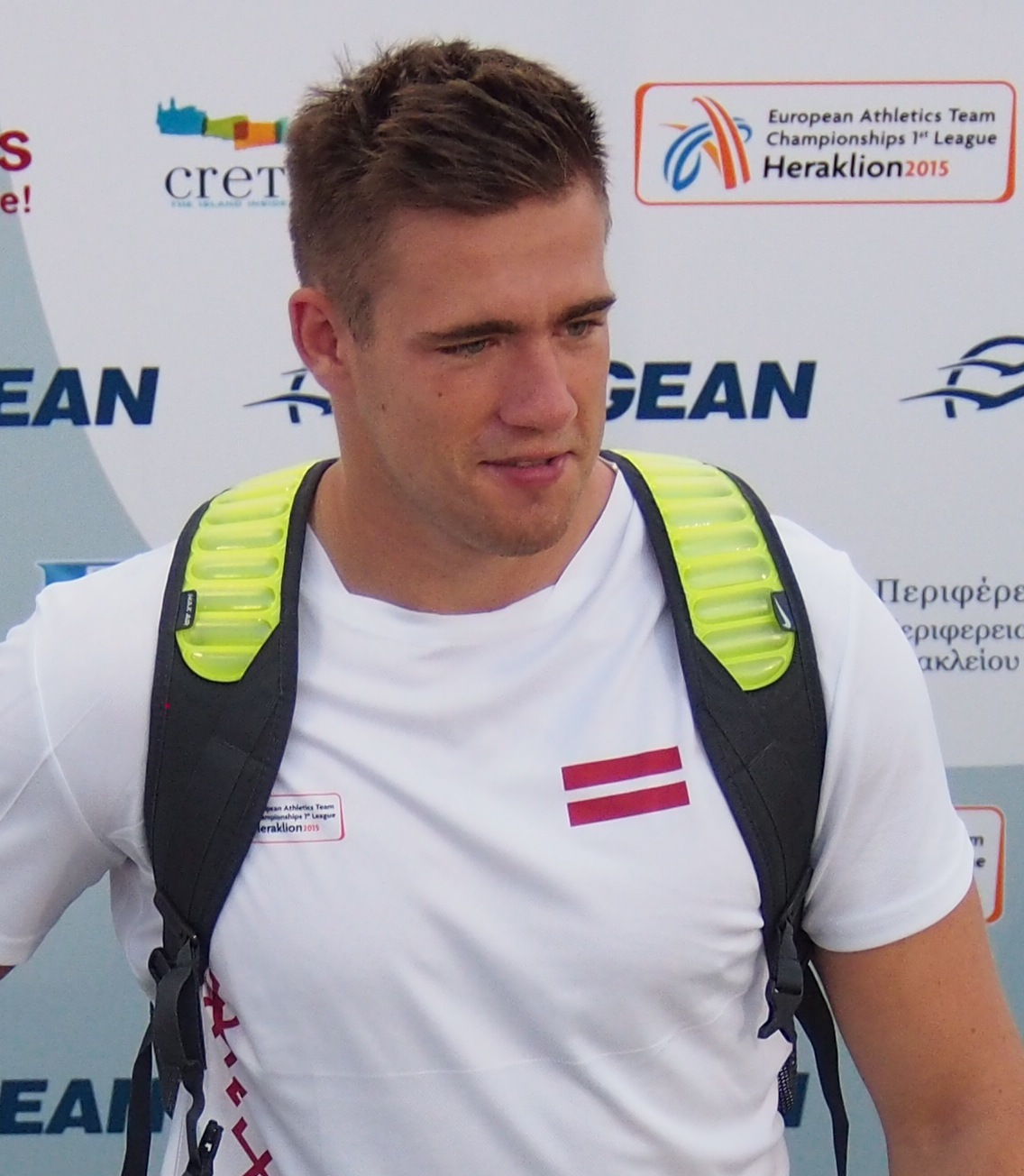
Rolands Štrobinders wurde Elfter
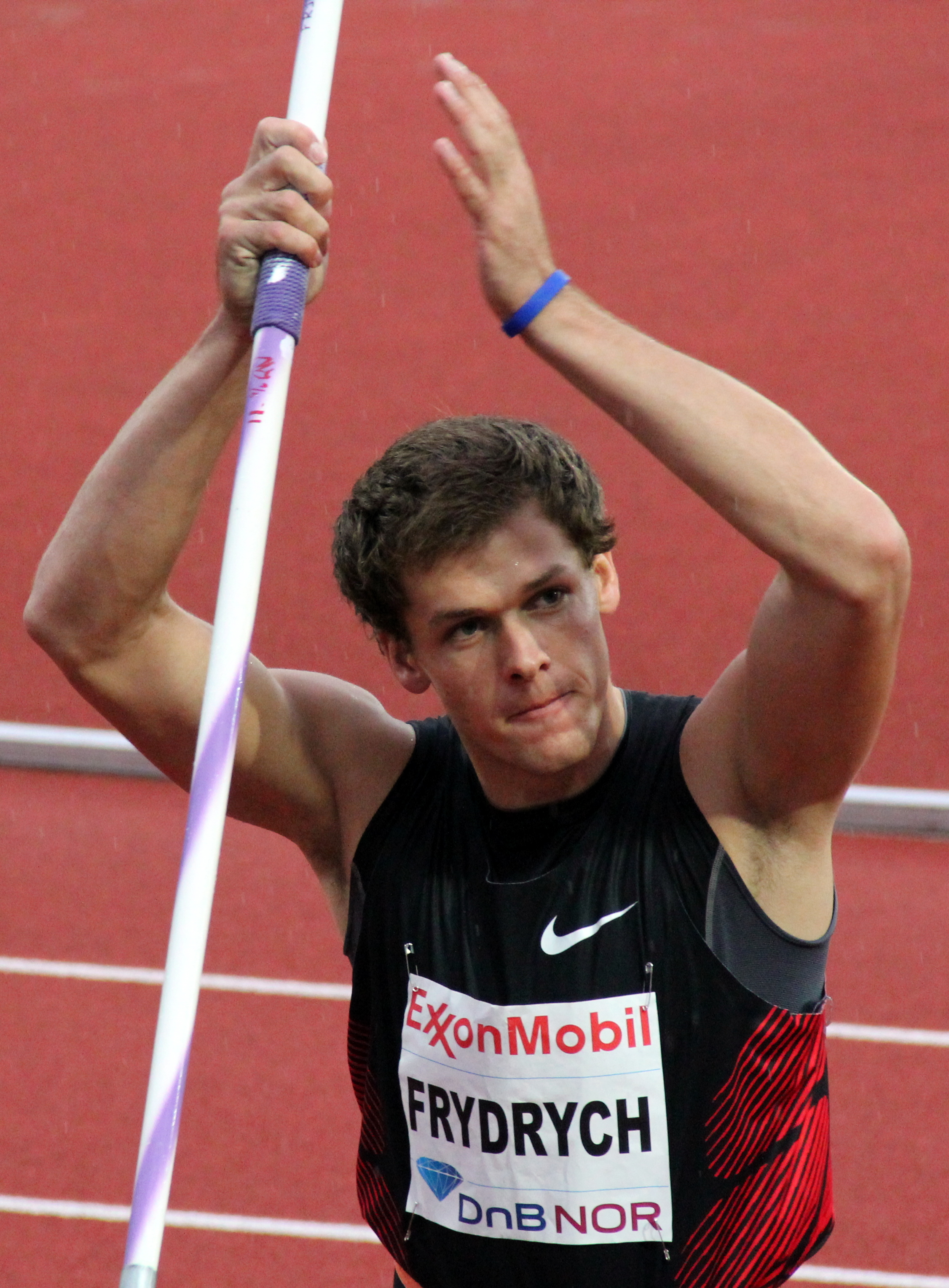
Petr Frydrych belegte Rang zwölf